# 射頻緊膚
射频紧肤是一种利用射頻能量加热皮肤的美容技术，目的是刺激皮肤產生膠原蛋白、弹性蛋白和透明质酸，以减少皮肤出現细纹以及松弛。该技术能诱导皮膚组织重塑和产生新的胶原蛋白和弹性蛋白。不過由于高能射频的辐射，如果該技術应用不当可能导致皮肤表面出现凹痕，甚至出現脂肪坏死和萎缩性瘢痕等情況。